# Багдасаров Армен Юрійович
Армен Юрійович Багдасаров (узб. Armen Bagdasarov; нар. 31 липня 1972, Ташкент, Узбецька РСР) — узбецький дзюдоїст, срібний призер Олімпійських ігор 1996 року.

## Виступи на Олімпіадах
| Олімпіада    | Дисципліна | Місце |
| ------------ | ---------- | ----- |
| Атланта 1996 | до 86 кг   | 2     |
| Сідней 2000  | до 100 кг  | 9     |